# 张地营子乡
张地营子乡，是中华人民共和国黑龙江省黑河市爱辉区下辖的一个乡镇级行政单位。

## 行政区划
张地营子乡下辖以下地区：
霍尔沁村、张地营子村、泡子沿村、白石砬子村、小新屯村和大新屯村。